# 加利波利高地
72°26′S 163°48′E / 72.433°S 163.800°E
加利波利高地是南極洲的高地，位於維多利亞地的彭內爾海岸，屬於弗賴貝格山脈的一部分，由新西蘭探險隊命名，現時由南極條約體系管理。